# Холмогорский сельсовет (Красноярский край)
Холмого́рский сельсове́т — упразднённые административно-территориальная единица и муниципальное образование (сельское поселение) в Шарыповском районе Красноярского края. Административный центр поселения — село Холмогорское.
6 января 2020 года сельское поселение было упразднено в связи с преобразованием муниципального района в Шарыповский муниципальный округ, переходный период до 1 января 2021 года. На уровне административно-территориального устройства соответствующий сельсовет был упразднён со 2 августа 2021 года в связи с преобразованием района в округ.

## География
Холмогорский сельсовет находится на юго-западе Красноярского края, южнее районного центра.

## История
Холмогорский сельсовет наделён статусом сельского поселения в 2005 году.

## Население
| 2010 | 2012  | 2013  | 2014  | 2015  | 2016  | 2017  |
| ---- | ----- | ----- | ----- | ----- | ----- | ----- |
| 4133 | ↗4230 | ↗4395 | ↗4520 | ↘4361 | ↘4313 | ↘4310 |

Гендерный состав
По данным Всероссийской переписи населения 2010 года 1892 мужчины и 2241 женщина из 4133 чел.

## Состав сельского поселения
В состав сельского поселения входят 8 населённых пунктов:
| № | Населённый пункт | Тип населённого пункта       | Население |
| - | ---------------- | ---------------------------- | --------- |
| 1 | Ажинское         | село                         | 404       |
| 2 | Базыр            | деревня                      | ↘6        |
| 3 | Береш            | село                         | ↘438      |
| 4 | Гляден           | деревня                      | ↘647      |
| 5 | Линёво           | деревня                      | 158       |
| 6 | Темра            | село                         | 357       |
| 7 | Усть-Парная      | деревня                      | ↘95       |
| 8 | Холмогорское     | село, административный центр | ↘2028     |